# El Mundo (Hiszpania)
El Mundo (hiszp. "Świat") – wydawany od 1989 roku w Madrycie drugi co do wielkości hiszpański dziennik o charakterze liberalnym. 
Dziennikarze gazety zasłynęli krytyką działań socjalistów i wsparciem wyrażanym dla polityki Partii Ludowej. Obecnie gazeta jest znana ze swojej niezależności; jej nakład sięga 330 634 egzemplarzy.
Mimo że swą siedzibę „El Mundo” ma w Madrycie, główną część wiadomości zajmują wydarzenia lokalne, zawarte zwłaszcza w poświęconych im wydaniach regionalnych, na przykład w Andaluzji, Walencji, czy na Balearach.